# Пуэрто-Кабельо
Пуэ́рто-Кабе́льо, Пуэрто-Каве́льо (исп. Puerto Cabello) — город в Венесуэле, в штате Карабобо.
Население — 173 тыс. жителей (2001).
Город расположен на берегу залива Тристе Карибского моря, в 30 км севернее столицы штата, города Валенсии. Крупный современный порт, судоверфь, доки. Аэропорт, железнодорожный терминал. Центр рыболовства, переработки мяса, отгрузки хлопка, какао, кофе, копры.